# Наровчатское сельское поселение
Наровчатское се́льское поселе́ние — муниципальное образование в Агаповском районе Челябинской области Российской Федерации. В рамках административно-территориального устройства муниципальное образование  соответствует административно-территориальной единице Наровчатский сельсовет.
Административный центр — посёлок Наровчатка.

## История
Статус и границы сельского поселения установлены законом Челябинской области от 26 августа 2004 года № 259-ЗО «О статусе и границах Агаповского муниципального района и сельских поселений в его составе».

## Население
| 1995  | 2002  | 2010  | 2011  | 2012  | 2013  | 2014  |
| ----- | ----- | ----- | ----- | ----- | ----- | ----- |
| 2064  | ↗2261 | ↗2273 | ↗2275 | ↗2285 | ↗2315 | ↘2256 |
| 2015  | 2016  | 2017  | 2018  | 2019  | 2020  | 2021  |
| ↘2243 | ↗2253 | ↗2255 | ↗2282 | ↘2265 | ↘2209 | ↘2087 |
| 2023  |       |       |       |       |       |       |
| →2087 |       |       |       |       |       |       |

## Состав сельского поселения
| № | Населённый пункт | Тип населённого пункта          | Население |
| - | ---------------- | ------------------------------- | --------- |
| 1 | Наровчатка       | посёлок, административный центр | ↗1843     |
| 2 | Харьковский      | посёлок                         | ↘430      |